# Secantsgraben
Der Secantsgraben, im Oberlauf Schaugraben, ist ein Entwässerungsgraben in der Altmark. Der größte Teil seines Laufes liegt im Gebiet der Stadt Bismark (Altmark). Er entwässert das Gebiet nordöstlich von sowie um Badingen.

## Verlauf
Der Secantsgraben fließt von seinem Ursprung zwischen Darnewitz und Steinfeld (Altmark) in westlicher Richtung. Hinter der Landesstraße 27 biegt er nach Norden, hinter der Landesstraße 21 nach Nordosten ab. Nordwestlich von Poritz mündet er in die Milde.
Er ist ein etwa 27 km langen Flüsschen, dessen Quellbach der Beesegraben ist, der bei Beesewege entspringt. Der Beesegraben tritt bei Kläden in die breite, früher bruchige Niederung und heißt nun bis zur Einmündung in die Milde in Höhe von Butterhorst Schau- oder Secantsgraben.
Teile der Grenzen mehrerer Gemarkungen im Landkreis Stendal werden vom Secantsgraben gebildet, beispielsweise die Nordgrenze der Gemarkung Badingen oder die Südgrenze der Orte Holzhausen und Berkau.

## Zuflüsse
- Beesegraben (rechts)
  - Grenzgraben (Beesegraben) (rechts)
- Alte Bäke (links)
- Wiesenbäke/Unterlauf: Kellerbach (rechts)
- Breiter Graben (links)
  - Müllerbäke (rechts)
    - Mühlenbach (links)
- Strunsmorgengraben (rechts)
  - Neuer Graben
- Grenzgraben (Secantsgraben) (links)
- Radegraben (rechts)